# Stanisław Świetliński
Stanisław Świetliński (ur. 21 listopada 1928 w Rudzie, zm. 16 stycznia 2019) – polski piłkarz ręczny, mistrz i reprezentant Polski.

## Kariera sportowa
Karierę rozpoczął w Tęczy Katowice w 1946, która od 1950 występowała jako Spójnia Katowice, od 1954 jako Sparta Katowice. Z tym ostatnim klubem osiągnął największe sukcesy. W 1955, 1956, 1957, 1958 (na boiskach otwartych), 1959 i 1960 wywalczył mistrzostwo Polski, w 1958 (w hali), 1961 i 1962 - wicemistrzostwo Polski, w 1960 zdobył Puchar Polski. W barwach katowickiego klubu występował do 1962.
W latach 1957–1959 wystąpił w 12 spotkaniach reprezentacji Polski seniorów w odmianie 7-osobowej, m.in. zagrał w debiucie tej drużyny na mistrzostwach świata - w 1958, zajmując z zespołem 5. miejsce. Był kapitanem reprezentacji. W latach 1955–1958 zagrał też w 9. spotkaniach reprezentacji Polski w odmianie 11-osobowej. Po zakończeniu kariery zawodniczej był krótko trenerem AKS Chorzów.
W 2012 otrzymał Diamentową Odznakę ZPRP, w 2016 Odznakę Diamentową z Wieńcem ZPRP.

## Kariera zawodowa
Był absolwentem Politechniki Śląskiej i Akademii Górniczo-Hutniczej w Krakowie, następnie pracował na stanowiskach kierowniczych w przedsiębiorstwach budowlano-montażowych i górniczych.